# Hypochrysops polycletus
Hypochrysops polycletus är en fjärilsart som beskrevs av Carl von Linné 1764. Hypochrysops polycletus ingår i släktet Hypochrysops och familjen juvelvingar. Inga underarter finns listade i Catalogue of Life.

## Bildgalleri

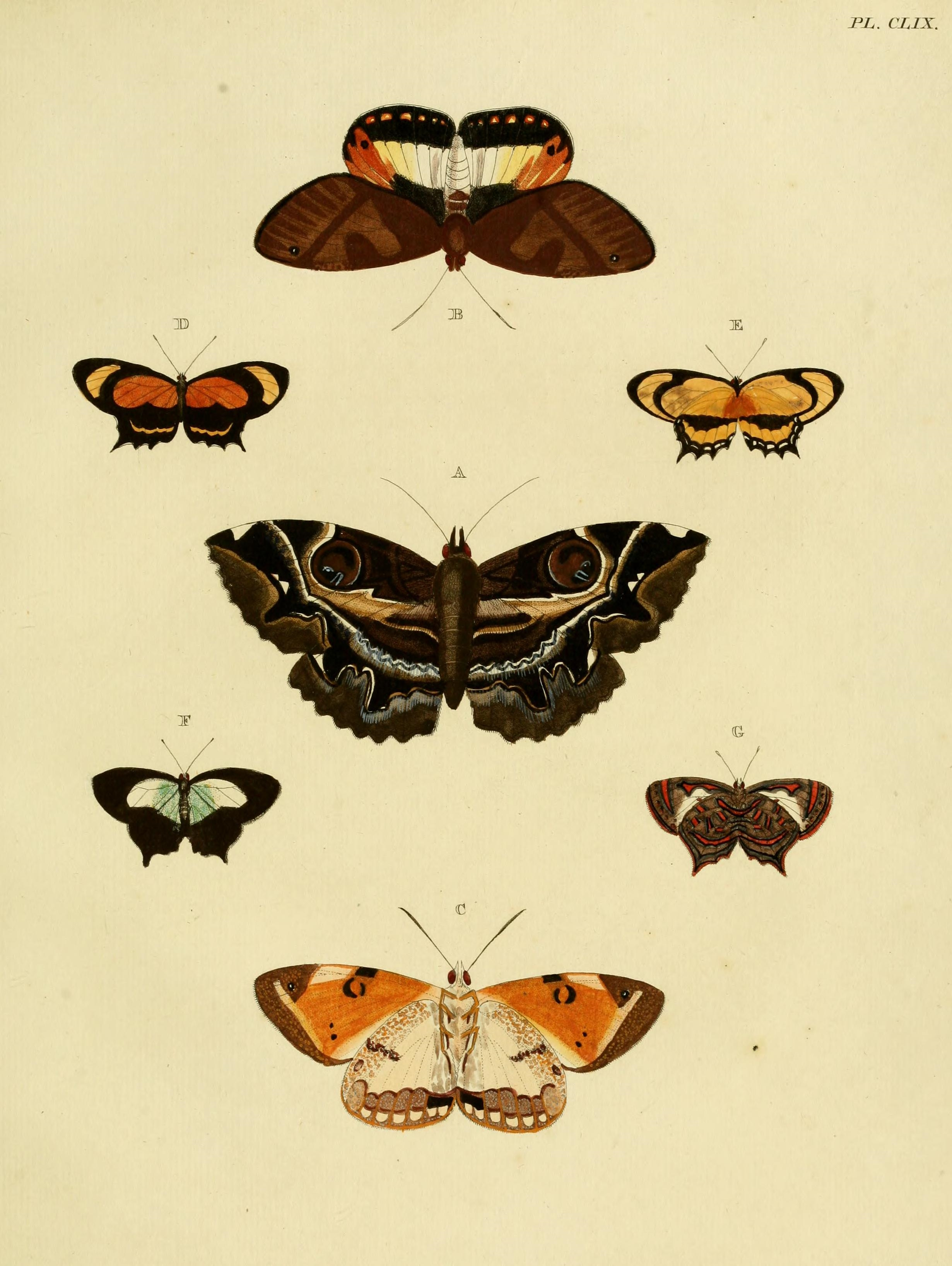
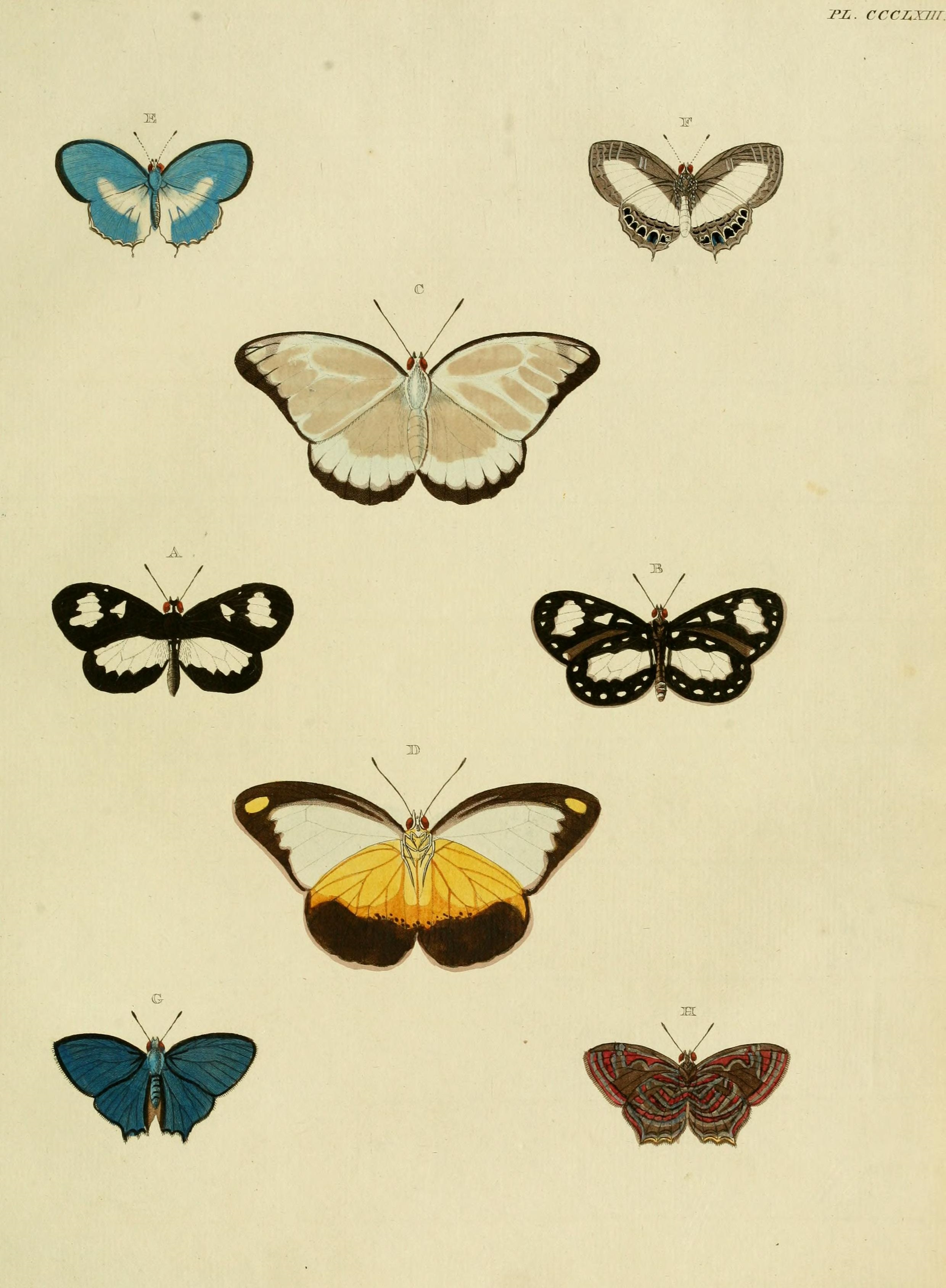
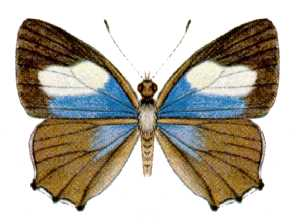
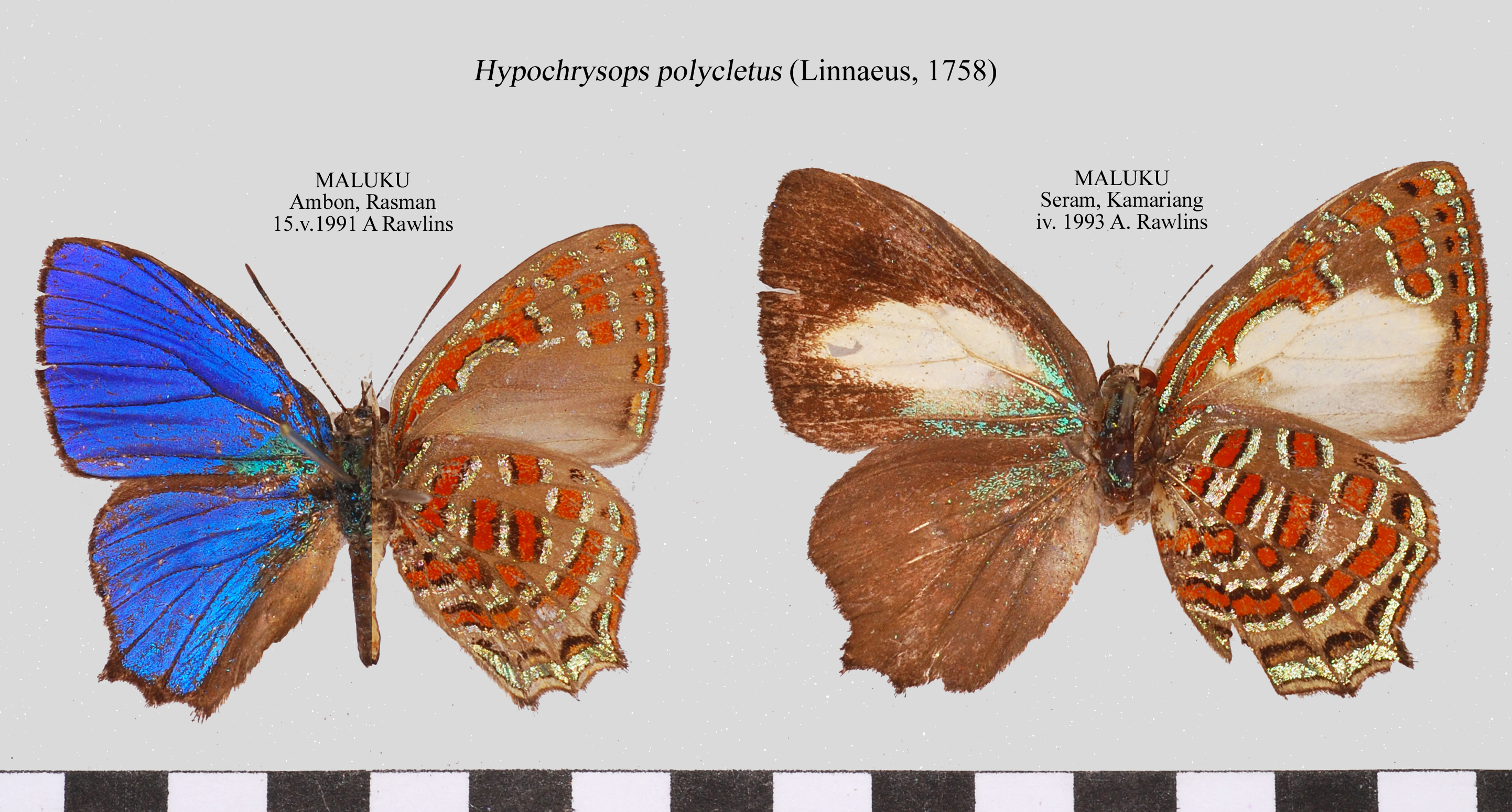